# Hipoglicemia reativa
Hipoglicemia reativa é um termo médico que descreve episódios recorrentes de hipoglicemia sintomática, que ocorrem de duas a quatro horas após a ingestão de uma refeição rica em carboidratos ou de glicose. Imagina-se que seja consequência de uma liberação excessiva de insulina estimulada pela refeição de carboidratos, mas que perdura passado o período da digestão e da disponibilidade de glicose derivada da ingestão.
A prevalência desta condição é controversa e de difícil determinação, pois têm sido usadas algumas definições muito estritas ou amplas demais, e porque muitos portadores saudáveis e assintomáticos podem mostrar em seu exame de tolerância à glicose um padrão característico de hipoglicemia reativa. Foi proposto que o termo hipoglicemia reativa seja reservado ao padrão de hipoglicemia pós-prandial que concorda com os critérios de Whipple (os sintomas correspondem a glicose comprovadamente baixa e são aliviados pela elevação da glicose), e que o termo síndrome pós-prandial idiopática seja usado para padrões similares de sintomas onde níveis anormalmente baixos de glicose concomitantes ao aparecimento dos sintomas não podem ser documentados.

## Sintomas comuns
Embora os sintomas variem de acordo com a sensibilidade individual à elevação ou decréscimo nos níveis de glicose, alguns dos sintomas mais comuns são:
- fadiga
- cefaleia
- palpitações
- depressão
- nervosismo
- irritabilidade
- tremores
- rubores
- desejo por coisas doces
- apetite aumentado
- rinite
- sudorese
- resposta pseudo-epilética a luzes brilhantes piscando

## Causas
Há diferentes tipos de hipoglicemia reativa:
- Hipoglicemia alimentar (consequência da síndrome de dumping). Ocorre em cerca de 15% das pessoas que realizaram cirurgia gástrica).
- Pré-diabetes.
- Hipoglicemia hormonal (devida à falta de alguns hormônios, como no hipotireoidismo, por exemplo).
- Gastrite induzida por Helicobacter pylori. Alguns relatos sugerem que a gastrite por Helicobacter pylori pode contribuir para a ocorrência de hipoglicemia reativa.
- Deficiência enzimática congênita: Intolerância hereditária à frutose, galactosemia e sensibilidade à leucina na infância.
- Hipoglicemia reativa idiopática

Para verificar se de fato se trata de hipoglicemia quando os sintomas aparecem, deve-se fazer um exame de nível de glicose, ou, mais acurado para este tipo de diagnóstico, um teste de refeição. Então pode-se determinar se existe alguma outra doença (por exemplo o hipotireoidismo) que seja a causa da hipoglicemia reativa.

## Tratamento
Para aliviar a hipoglicemia reativa, alguns profissionais de saúde recomendam o seguinte:
- comer refeições pequenas e lanches a cada 3 horas.
- ingerir alimentos variados, incluindo carne vermelha, aves, peixe ou outras fontes de proteína, vegetais e produtos lácteos.
- escolher alimentos ricos em fibras e de índice glicêmico médio ou baixo.
- evitar ou limitar alimentos ricos em açúcar, especialmente se o estômago estiver vazio.
- evitar álcool, cafeína, alimentos ricos em amido como arroz branco, batatas, milho e pipoca.
- adicionar fibras solúveis à refeição (como 5 a 10 g de hemicelulose, pectina ou goma guar à refeição pode ajudar a aliviar os sintomas, especialmente durante a síndrome de dumping).

Aconselha-se consulta a um Nutricionista profissional para planejar a dieta. Embora alguns profissionais de saúde recomendem uma dieta rica em proteína e pobre em carboidratos, estudos não provaram a eficácia deste tipo de dieta para a hipoglicemia reativa. Se a dieta não causar alívio nos sintomas alguns medicamentos podem ser úteis, mas devem ser prescritos por um médico.

## Síndrome pós-prandial e Síndrome adrenérgica pós-prandial
Se não se constatar hipoglicemia na ocorrência dos sintomas, então trata-se de uma síndrome pós-prandial. Poderia ser uma síndrome adrenérgica pós-prandial: a glicemia será normal, mas os sintomas são causados por uma contra-regulação adrenérgica autônoma. Frequentemente esta síndrome é associada a tensão emocional e comportamento ansioso. Poderia então ser avaliada a possibilidade de uma abordagem psicoterapêutica.